# Казацкое (Николаевская область)
Казацкое (укр. Козацьке; до 2024 года — Новороссийское) — село в Баштанском районе Николаевской области Украины.
Основано в 1920 году. Население по переписи 2001 года составляло 77 человек. Почтовый индекс — 56234. Телефонный код — 5168. Занимает площадь 0,301 км².

## Местный совет
56234, Николаевская обл., Баштанский р-н, с. Лепетиха, ул. Центральная, 1